# Caccobius foveolatus
Caccobius foveolatus är en skalbaggsart som beskrevs av Frey 1955. Caccobius foveolatus ingår i släktet Caccobius och familjen bladhorningar. Inga underarter finns listade.